# 皮亞納河
皮亞納河是俄羅斯的河流，位於下諾夫哥羅德州和莫爾多瓦共和國內，屬於蘇拉河的左支流，河道全長436公里，流域面積8,060平方公里，在離河口65公里處平均流量每秒25立方米，河畔城鎮有佩列沃茲和謝爾加奇。